# つばさ会
つばさ会（つばさかい）は、航空自衛隊退官者からなる任意団体である。

## 概要
大日本帝国陸軍元将校の親睦組織である偕行社、大日本帝国海軍の親睦団体である水交会は、戦後それぞれ陸上自衛隊元幹部退職者、海上自衛隊の親睦組織として継承されたが、独立空軍がないため戦後に発足した航空自衛隊において、幹部退職者団体として会員相互の親睦と航空防衛力の発展に寄与することを目的として、1965年（昭和40年）に設立された。その後、会員資格者の拡大が行われ航空自衛隊の在隊者だけでなく、航空自衛隊勤務歴のある事務官（文官）も対象となっている点が特徴である。
現在の会長は第34代航空幕僚長の杉山良行（2024（令和6年）年6月～）。同会には本部のほか三沢・東京・入間・浜松・東海・関西・美保・山陽・九州・南九州の10支部がある。
なお、陸修偕行社・水交会と異なり、公益財団法人ではない。

## 沿革
- 1965年（昭和40年）
  - 6月12日 - 将官クラスの親睦団体として「つばさ会」、発足
  - 11月26日 - 航空自衛隊退職幹部自衛官へ会員の範囲拡大
- 1972年（昭和47年）12月1日 - 機関紙「つばさ会だより」創刊
- 1973年（昭和48年）5月 - 幹部相当事務官等、准空尉へ会員の範囲拡大
- 2001年（平成13年）2月 - ホームページ開設
- 2004年（平成16年）4月1日 - 加入資格を空自退職者全員へ拡大し、名称を航空自衛隊退職者団体「新生つばさ会｣と変更
- 2009年（平成21年）4月1日 - 名称を航空自衛隊退職者団体「つばさ会｣と変更

出典

## 活動内容
- 会員相互の支援・親睦等 三木会（第3木曜日に開催される勉強会）、ホームページ、つばさ会だよりによる活動状況の発信
- 空自の諸業務に対する協力・支援 各種大会及び海外派遣活動等を適切に支援
- 空自殉職者等の慰霊顕彰 殉職退院慰霊行事及び遺族援護に協力
- 社会貢献 日本戦没者遺骨収集推進協会が実施する硫黄島戦没者遺骨収集事業に協力
- 政策提言 隊友会、陸修偕行社及び水交会と合同で防衛省に対する政策提言書の作成
- 組織基盤の充実強化 本部及び各支部が一体となって会勢拡張のために努力
- 海外空軍OB会との交流
- 美術展の実施

出典